# Police (okres Šumperk)
Obec Police (německy Pollaitz) se nachází v okrese Šumperk v Olomouckém kraji, zhruba 7 km severovýchodně od Mohelnice. Police se rozkládá podél potoka Rohelnice (Rohelky). Žije zde 227 obyvatel. Obec je křižovatkou dvou významných silničních tahů od Úsova do Zábřehu a z Rohle do Mohelnice.

## Název
Jako jméno vsi slouží obecné police ve starším významu „otevřený a rovný, výše položený terén“. Německé jméno se vyvinulo z českého (pravděpodobně z nářečního Polece).
Jméno osady Džbánov bylo odvozeno od osobního jména Džbán, jeho význam tak byl „Džbánův majetek“. V němčině se pro označení osady používal překlad Krug ("džbán"), čehož nepochopením je z 18. století doloženo ojedinělé české Kruh.

## Historie
Police (také Poléc) bývala vždy výrazně zemědělskou obcí, o čemž svědčí její pečetidlo s vyobrazenou radlicí a krojidlem. Nejstarším historickým svědectvím o existenci Police je oltářní autentika polického farního kostela svatého Mikuláše z roku 1312. Roku 1343 zastavil král Jan Lucemburský pánům ze Šternberka hrad a městečko Úsov se třinácti vesnicemi, mezi nimiž je též jmenována Police. Ta zůstala v držení úsovského panství až do roku 1848, kdy připadla soudnímu okresu v Mohelnici a politickému okresu v Zábřehu. Roku 1492 nabyli poličtí od úsovské vrchnosti práva odúmrti a roku 1551 byli zproštěni povinnosti posílat na hrad hlásného. Před třicetiletou válkou byla ves zřejmě bohatá a s početným obyvatelstvem. Z této doby pocházejí též zmínky o sousední osadě Džbánov tvořící dnes severní okraj Police, ve které stával mlýn a hamr na železnou rudu. Ruda se ve zdejším okolí dolovala v lese Horka až do konce 19. století.
Někdy kolem roku 1600 farnost v Polici zanikla a jednolodní kostel sv. Mikuláše s gotickým jádrem ze 13. století se stal filiálním kostelem úsovské farnosti. Od roku 1869 byla v Polici samostatná škola. V této době se zde narodil hudební skladatel Jan Hloch.
Počátkem 20. století byla v obci založena družstevní mlékárna, která byla v provozu až do konce druhé světové války. Do té doby byl funkční i mlýn a několik let i pálenice. Po vzniku republiky v roce 1918 konvertovali zdejší obyvatelé k církvi československé a voleni zde byli především sociální demokraté a agrárníci. Ve třicátých letech 20. století zde působilo Zemědělské a živnostenské družstvo pro vedení a zužitkování elektrické síly z Háje s.r.o., Občanská záložná v Polici s.r.o. a Rolnické mlékařské družstvo v Polici s.r.o. V obci byly tři hostince, dva kováři, dva mlynáři, dva obuvníci, mlynář, řezník, trafikant, obchodník se smíšeným zbožím a firma Rochuse Drtila zaměřená na vývoz ovoce a zeleniny.
JZD zde bylo založeno až po dlouhém odporu roku 1957. Později, v sedmdesátých letech bylo spojeno do zemědělského agrokomplexu Úsovsko se sídlem v Klopině. Roku 1960 se Police spojila administrativně s Bezděkovem a v roce 1985 i s Úsovem. Od roku 1990 je Police opět samostatnou obcí.

## Kulturní památky
V katastru obce jsou evidovány tyto kulturní památky:
- kostel sv. Mikuláše – jednolodní s gotickým jádrem ze 2. poloviny 13. století, dostavěný a upravený v 1. polovině 19. století; k areálu patří dále:
  - kříž (před kostelem) – kamenická práce z roku 1850
  - ohradní zeď s bránou – z první poloviny 19. století, navazující na starší základ
  - smírčí kříž (v ohradní zdi) – památka z 15. století
- Kaple Nejsvětější Trojice – drobná empírová stavba zlidovělého charakteru z roku 1818
- Kříž s pietou (u silnice) – kamenická práce z roku 1843
- Boží muka (u silnice) – trojboká ze 2. poloviny 19. století

## Galerie

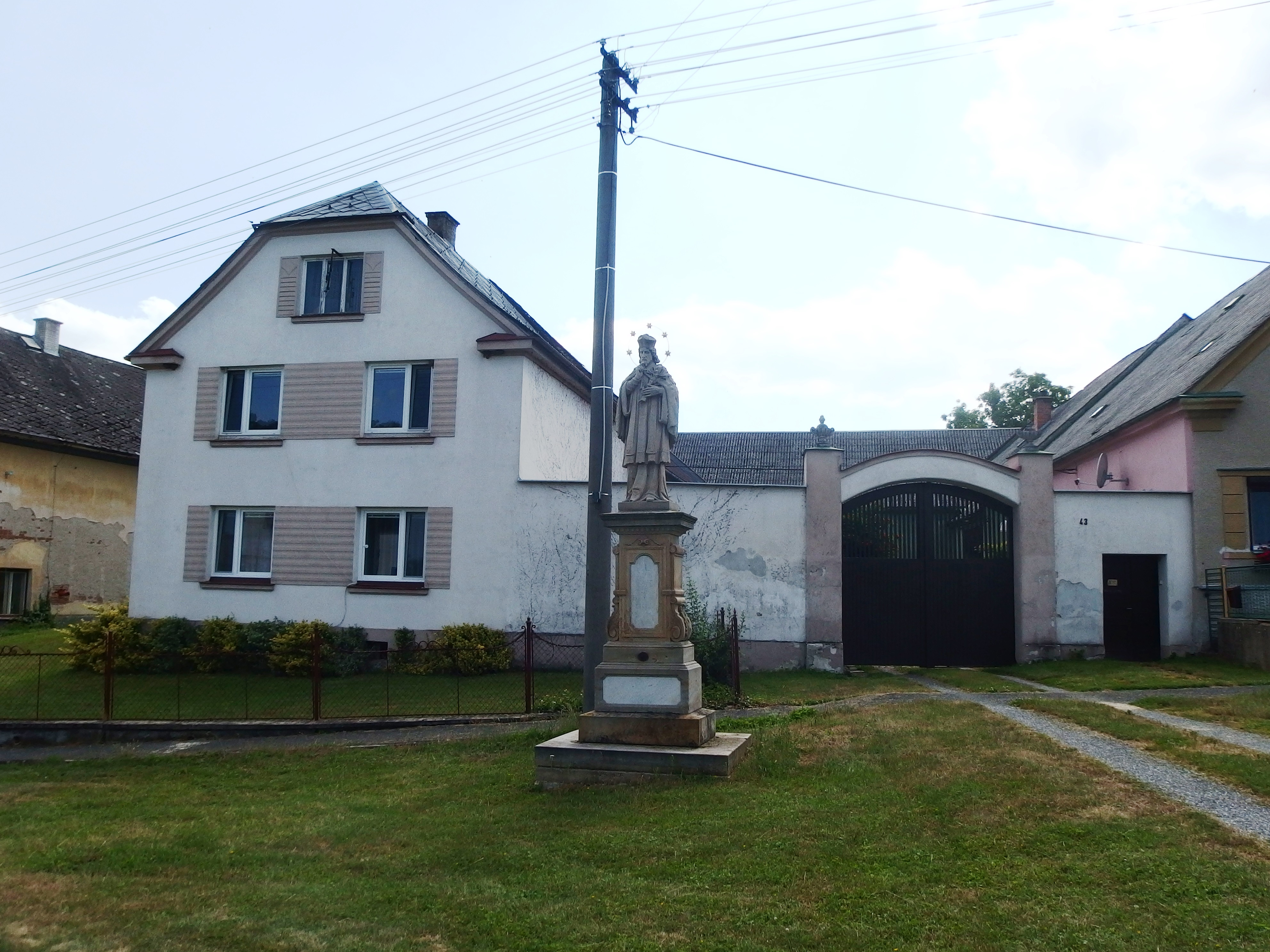
Usedlost č. p. 43 a socha sv. Jana Nepomuckého
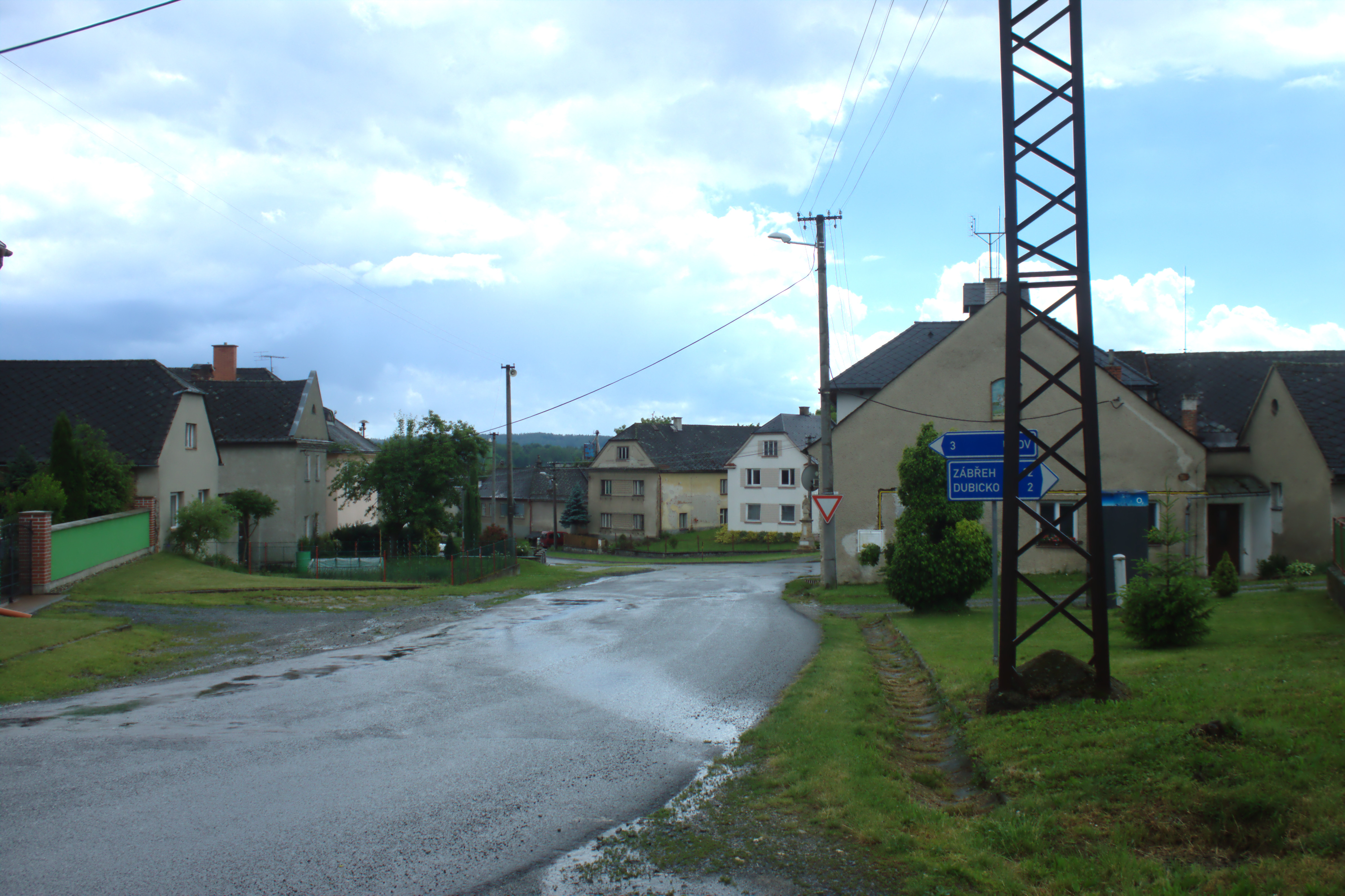
Před kostelem
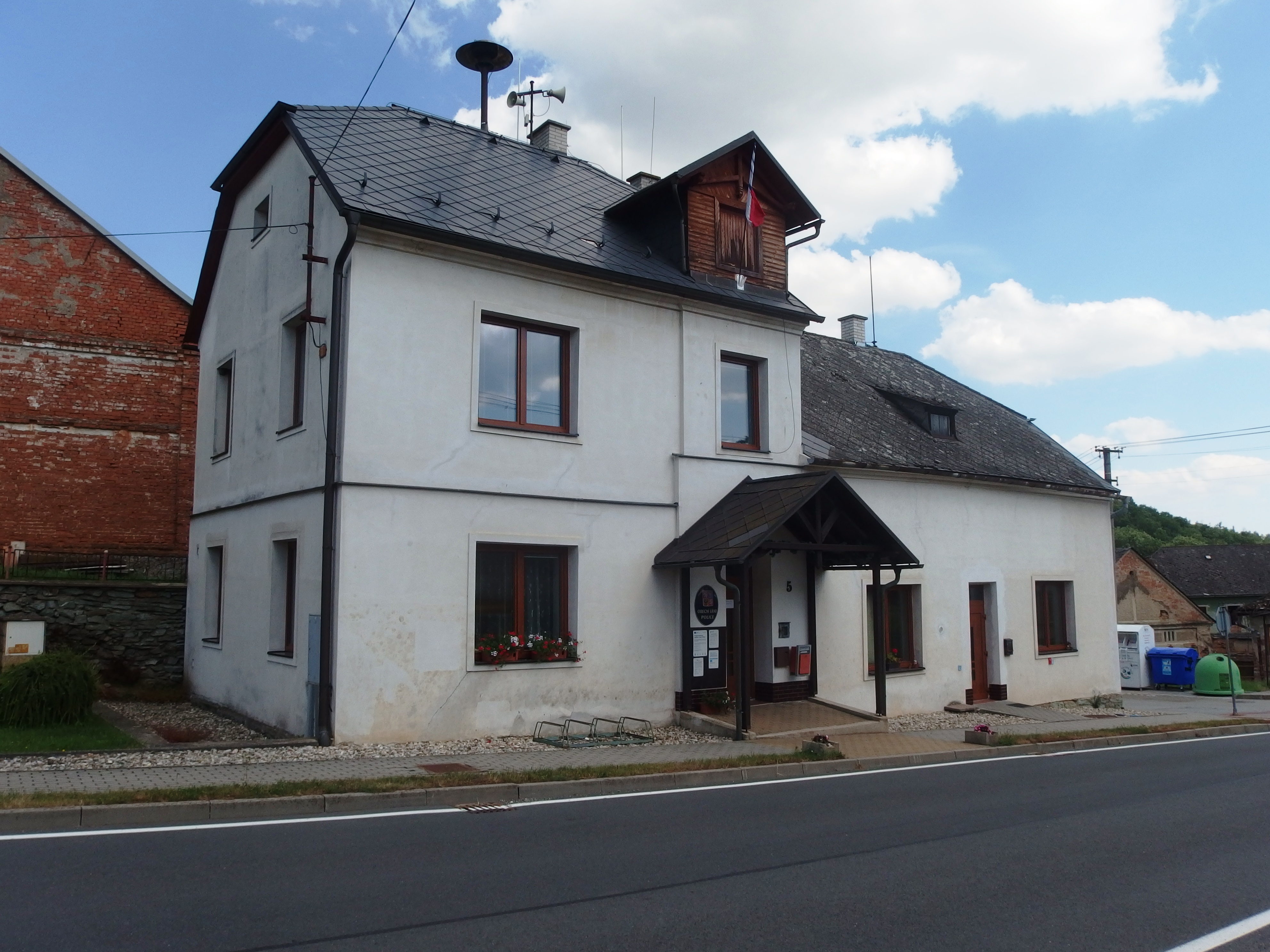
Obecní úřad
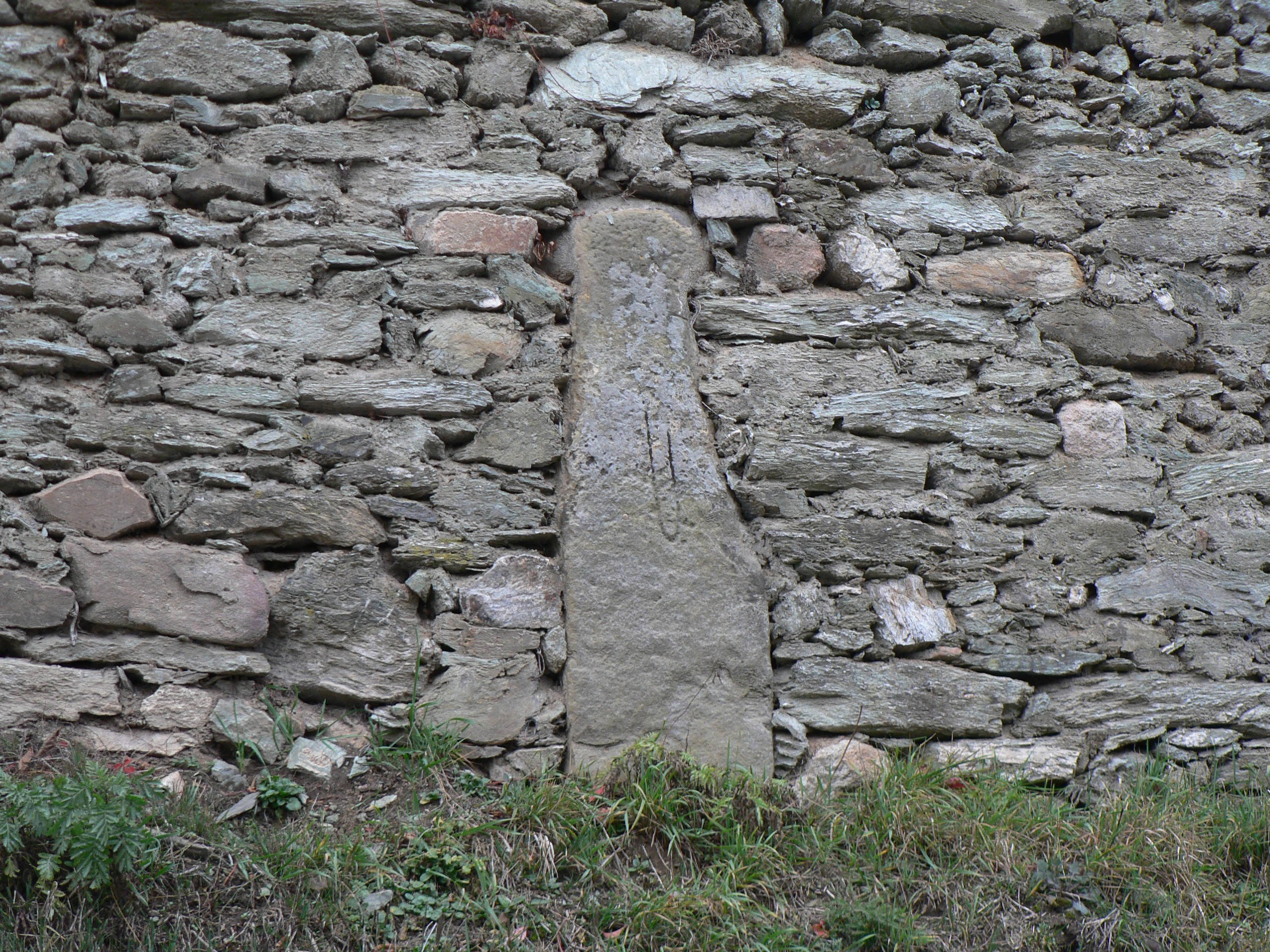
Smírčí kříž v hřbitovní zdi